# Johan Cesar Godeffroy (Kaufmann, 1781)

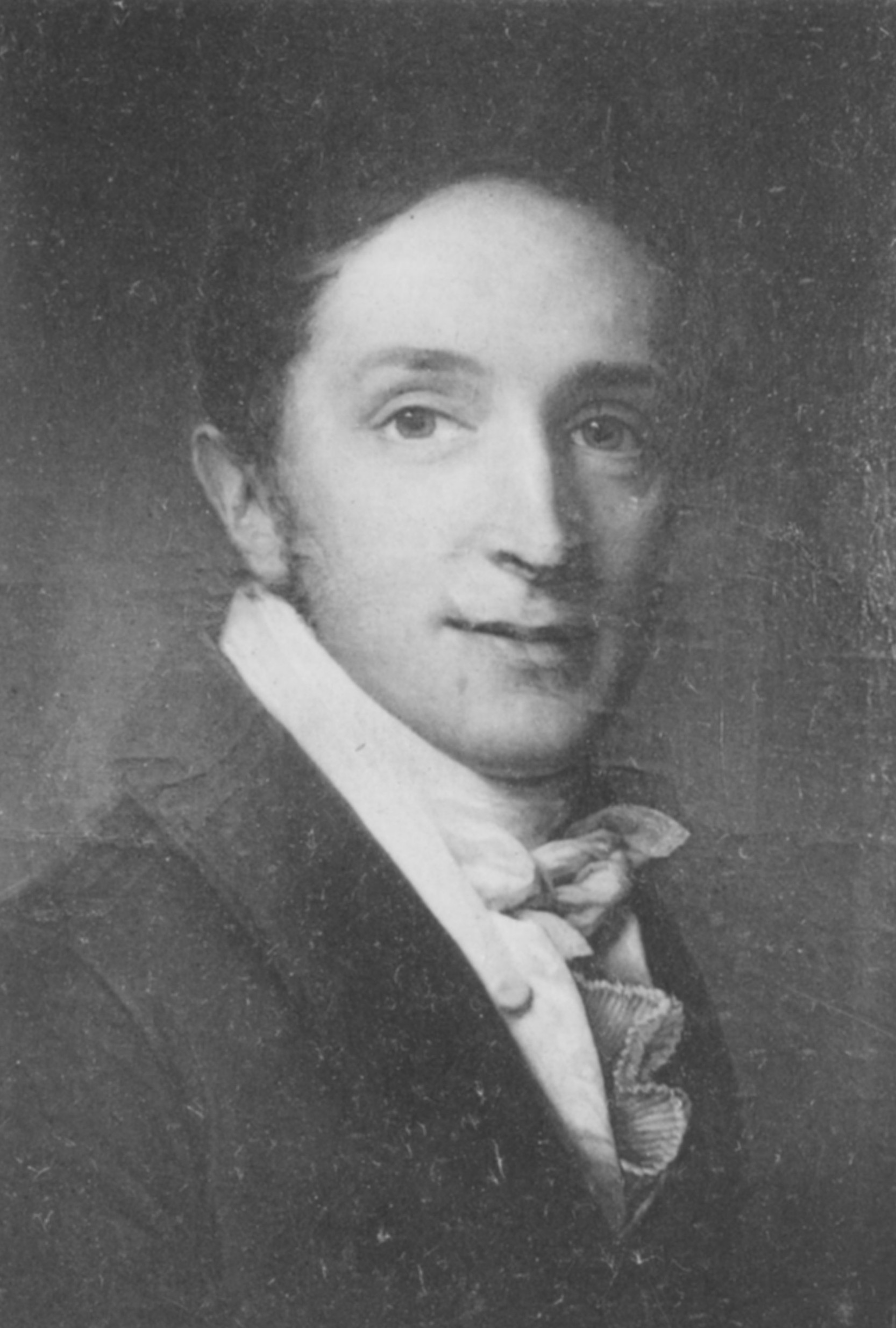
Johann Cesar Godeffroy

Johan Cesar Godeffroy (* 15. Oktober 1781 in Hamburg; † 3. Juli 1845 ebenda) war ein deutscher Kaufmann und Reeder aus Hamburg. 

## Leben
Cesar Godeffroy entstammte der hugenottischen Familie Godeffroy. Er war der älteste Sohn des gleichnamigen Hamburger Kaufmanns Johan Cesar Godeffroy (1742–1818) und dessen Ehefrau Antoinette Magdalena, geborene Matthiessen (1762–1818).
Nach seiner Schulausbildung und Lehrzeit begab sich Godeffroy zunächst auf eine Grand Tour nach Italien und trat in das väterliche Handelsunternehmen ein, das ab 1. Januar 1806 unter Joh. Ces. Godeffroy & Sohn firmierte. Godeffroy wurde am 8. September 1809 Hamburger Bürger. Zur Zeit der Kontinentalsperre liefen die Geschäfte schlecht und die Erlöse der Firma brachen im Vergleich zu den Vorjahren auf ein Zwanzigstel ein. Während der zweiten französischen Besetzung Hamburgs 1813 verlegte die Familie ihren Wohnsitz und das Geschäft nach Kiel, wo der älteste Sohn geboren wurde. Nach dem Abzug der französischen Besatzung liefen die Geschäfte in Hamburg nur langsam wieder an, und Godeffroy besaß zunächst nur zwei Schiffe. Bis 1828 stieg die Zahl auf fünf Schiffe an, wodurch das Unternehmen gemessen an der Anzahl der Schiffe an fünfter Stelle in Hamburg lag.
Nach dem Tod seines Vaters im Mai 1818 nahm er Eduard Ferdinand Faerber, der bereits als Prokurist im Unternehmen tätig war, und Johann Heinrich Bohnenberg als Teilhaber auf. Associé Bohnenberg verstarb am 16. Oktober 1819. Die Teilhaberschaft mit Faerber bestand bis 31. Dezember 1831. Faerber ging dann nach Mexiko-Stadt und etablierte dort die Firma „Faerber & Godeffroy“, was Godeffroy mit einer finanziellen Hilfe in Höhe von 100.000 Mark Banco unterstützte. Faerber vertrat als Konsul die Interessen von Hamburg und als Generalkonsul für Mexiko die von Bremen. Im Juni 1841 kehrte er nach Hamburg zurück.
1844 erzielte J. C. Godeffroy & Sohn mehr Einnahmen durch die Reederei als durch den Handel. In Godeffroys Sterbejahr 1845 stieg das Unternehmen zur größten Reederei in Hamburg auf. Er hinterließ ein Vermögen in Höhe von 625.412 Mark Banco, das sind ca. 125.000 Mark Banco mehr, als er 1818 geerbt hatte.

Das Landhaus J. C. Godeffroy an der Elbchaussee

Cesar Godeffroy führte ein Leben, das ihm viele Annehmlichkeiten gestattete. Er achtete aber stets darauf, dass er nicht mehr ausgab, als er verdiente und führte dazu sehr genau Buch. Zur Geselligkeit wurde zu Godeffroys Lebzeiten mit Freunden und Bekannten Karten gespielt. Cesar Godeffroy gewann dabei viel Geld, verlor es aber auch im Laufe der Jahre wieder.
Godeffroy heiratete am 23. November 1810 Sophie Lucie Meyer, verwitwete von Witzendorff (1786–1842). Aus der Ehe gingen eine Tochter und vier Söhne hervor. Die Tochter Helene (1811–1894) war seit 1833 mit dem Kaufmann William Brancker (1797–1882) verheiratet, der nach 1837 mit Kapital von Godeffroy in New York die Firma Brancker, Godeffroy & Co. gründete. Die Söhne waren der bekannteste Namensträger Cesar Godeffroy (1813–1885), Adolph Godeffroy (1814–1893), Gustav Godeffroy (1817–1893) und Alfred Godeffroy (1824–1898), der Kaufmann in San Francisco war.